# 町資藤
町 資藤（まち すけふじ/すけひさ）は、南北朝時代から室町時代初期にかけての公卿・歌人。日野町資藤とも。町家の祖。

## 略歴
貞治5年（1366年）、権大納言・柳原忠光の次男として誕生。
官位は正二位・権大納言。
歌人でもあり、『新続古今和歌集』等の勅撰和歌集に入集する他、『内裏九十番御歌合』等にも詠歌が残っている。
応永16年（1409年）、薨去。家督は子・藤光が継いだ。

## 官歴
- 貞治5年（1366年） - 誕生
- 明徳3年（1392年）8月 - 蔵人頭に任官。
- 時期不明 - 右大弁を兼任、頭弁となる。
- 明徳3年（1392年）12月26日 - 参議に転任、右大弁如元、造東大寺長官・長門権守にも任官される。
- 明徳4年（1393年）11月25日 - 従三位に昇叙する。
- 応永2年（1395年）6月3日 - 権中納言に転任。
- 応永3年（1396年）4月20日 - 正三位に昇叙する。
- 応永5年（1398年）正月5日 - 従二位に昇叙する。
- 応永6年（1399年）2月22日 - 右衛門督と検非違使別当を兼任し、権中納言は元の如し。
- 応永8年（1401年）
  - 11月20日 - 右衛門督と検非違使別当を辞し、権中納言は元の如し。
  - 11月27日 - 大宰権帥を兼任し、権中納言は元の如し。
- 応永13年（1406年）8月17日 - 権大納言に転任。
- 応永15年（1408年）正月5日 - 正二位に昇叙する。
- 応永16年（1409年）6月5日 - 薨去（享年44）。

## 系譜
- 父：柳原忠光（1334年 - 1379年）- 従一位・権大納言
- 母：樹下（祝部）成国の娘
- 妻：因幡守平詮定女
  - 男子：町藤光（資広）（1390年 - 1469年）- 従一位、権大納言